# 巴克霍恩科納斯 (伊利諾伊州)
巴克霍恩科納斯（英語：Buckhorn Corners）是位於美國伊利諾伊州斯蒂芬森縣的一個非建制地區。該地的面積和人口皆未知。